# 板坂康弘
板坂康弘（いたさか やすひろ、1935年6月15日ー2020年6月15日）は、日本の作家・漫画原作者。

## 人物・来歴
東京生まれ。東北大学中退。阿佐田哲也、小島武夫が結成した「麻雀新選組」に加わり、1972年創刊『近代麻雀』初代編集長になる。
1981年「裸婦の光景」で小説CLUB新人賞を受賞後、作家となり、主として官能小説を書いた。
多数のギャンブル劇画の原作を手がけた。

## 著書
- 『日本人研究 その歴史と氏族』全2巻 流動, 1971
- 『丸の内の狩人』サンケイ出版, 1983
- 『限りなく優しい関係』(Kofusha roman 500) 光風社出版, 1984
- 『絹の指ざわり』サンケイ出版, 1984
- 『未亡人犯す!』官能長編小説 (Juicy novel) 大陸書房, 1986
- 『犯されたい人妻』(ピラミッド文庫. ハードロマン・シリーズ) ピラミッド社, 1986
- 『赤い欲望連鎖』官能ロマン (Joy novels) 実業之日本社, 1986
- 『不倫ごのみ』光風社出版, 1987
- 『不倫の仕掛人』光風社出版, 1987
- 『女教師あえぐ』官能長編小説 (Juicy novel) 大陸書房, 1987
- 『美少女ユカ』官能ロマン (Joy novels) 実業之日本社, 1987
- 『濡れためしべ 官能短編小説集』 (Juicy novel) 大陸書房, 1987
- 『制服あそび』光風社出版, 1988
- 『情事の仕掛人』光風社出版, 1988
- 『不倫天使』官能ラブロマン (桃園新書) 桃園書房, 1989
- 『好色な証人』エロティック・ミステリー (Kofusha novels 光風社出版, 1989
- 『エンジョイ・ラブ 人妻たちの疼き』光風社出版, 1990
- 『ラブホテルの狩人』光風社出版, 1990
- 『メランコリー・ラブ 不倫に悶えて』光風社出版, 1991
- 『誘惑の果実』桃園書房, 1991
- 『競輪神様の法則 穴車券攻略の秘密』三心堂出版社, 1993
- 『ベッドの万馬券』光風社出版, 1993
- 『女教師・聖女の媚態』(オリオン文庫) 徳間オリオン, 1994
- 『淫交くらべ』(リイド文庫. 官能ETシリーズ) リイド社, 1994
- 『絶頂引受人』光風社出版, 1995
- 『令嬢くずし』(リイド文庫. エンターテイメントシリーズ) リイド社, 1995

### 漫画原作
- 『風牌伝』村岡栄一画（コミック社、1977年）
- 『雀鬼流転』(タウンコミックス) 森義一 劇画, 板坂康弘 [ほか]原作. 徳間書店, 1978
- 『雀鬼子守唄』(コミックパック) 森義一 画, 広済堂出版, 1979
- 『アタック0秒1』 (マンサンコミックス) 田丸ようすけ 画, 実業之日本社, 1982